# Verkiezingsuitslagen van de Socialistiese Arbeiderspartij
De Socialistiese Arbeiderspartij (SAP) was een Nederlandse trotskistische politieke partij (tussen 1974 en 1983 de Internationale Kommunistenbond (IKB) geheten). De SAP heeft verschillende malen aan Tweede Kamer-, Provinciale Staten- en gemeenteraadsverkiezingen verkiezingen meegedaan. De SAP won nooit zelfstandig een zetel, maar SAP-leden zijn wel via eenheidslijsten of lokale partijen verkozen geweest. De SAP is in 2004 omgevormd tot de Socialistische Alternatieve Politiek, waarmee het 'partij-project' van de SAP werd beëindigd.

## Tweede Kamer
| Jaar | Naam                           | Lijsttrekker          | Kandidatenlijst | Stemmen | Procent |
| ---- | ------------------------------ | --------------------- | --------------- | ------- | ------- |
| 1981 | Internationale Kommunistenbond | Wim Schul             | Kandidatenlijst | 1.814   | 0,02%   |
| 1982 | Internationale Kommunistenbond | -                     | -               | -       | -       |
| 1986 | Socialistiese Arbeiderspartij  | Anneke Meijsen        | Kandidatenlijst | 3.634   | 0,04%   |
| 1989 | Socialistiese Arbeiderspartij  | Harrie Lindelauff     | Kandidatenlijst | 4.297   | 0,05%   |
| 1994 | SAP - Rebel                    | Patrick van der Voort | Kandidatenlijst | 4.347   | 0,05%   |

## Provinciale Staten
| Provincie     | 1978    | 1978  | 1978   | 1987    | 1987  | 1987   | 1991    | 1991  | 1991   | 1995    | 1995  | 1995   |
| Provincie     | Stemmen | %     | Zetels | Stemmen | %     | Zetels | Stemmen | %     | Zetels | Stemmen | %     | Zetels |
| ------------- | ------- | ----- | ------ | ------- | ----- | ------ | ------- | ----- | ------ | ------- | ----- | ------ |
| Overijssel    |         |       |        | 109     | 0,02% | 0      |         |       |        |         |       |        |
| Gelderland    | 115     | 0,01% | 0      | 161     | 0,02% | 0      | 678     | 0,09% | 0      |         |       |        |
| Noord-Holland | 551     | 0,04% | 0      | 860     | 0,08% | 0      | 986     | 0,11% | 0      |         |       |        |
| Zuid-Holland  | 437     | 0,03% | 0      | 1.154   | 0,08% | 0      | 1.216   | 0,13% | 0      |         |       |        |
| Noord-Brabant | 190     | 0,02% | 0      | 899     | 0,09% | 0      | 1.013   | 0,13% | 0      |         |       |        |
| Groningen     |         |       |        |         |       |        | 439     | 0,18% | 0      |         |       |        |
| Utrecht       | 134     | 0,03% | 0      |         |       |        |         |       |        | 548     | 0,13% | 0      |

## Gemeenteraden
| Gemeente  | 1978    | 1978 | 1978   | 1982    | 1982  | 1982   | 1986    | 1986  | 1986   | 1990    | 1990  | 1990   | 1994    | 1994  | 1994   |
| Gemeente  | Stemmen | %    | Zetels | Stemmen | %     | Zetels | Stemmen | %     | Zetels | Stemmen | %     | Zetels | Stemmen | %     | Zetels |
| --------- | ------- | ---- | ------ | ------- | ----- | ------ | ------- | ----- | ------ | ------- | ----- | ------ | ------- | ----- | ------ |
| Amsterdam |         |      |        | 136     | 0,05% | 0      | 428     | 0,13% | 0      | 577     | 0,21% | 0      |         |       |        |
| Rotterdam |         |      |        | 108     | 0,05% | 0      | 14.083  | 5,22% | 2      | 11.871  | 5,50% | 2      |         |       |        |
| Deventer  |         |      |        |         |       |        | 170     | 0,46% | 0      | 1.138   | 3,66% | 1      |         |       |        |
| Den Haag  |         |      |        |         |       |        |         |       |        | 254     | 0,15% | 0      |         |       |        |
| Breda     |         |      |        |         |       |        |         |       |        | 198     | 0,41% | 0      |         |       |        |
| Eindhoven |         |      |        |         |       |        |         |       |        | 308     | 0,44% | 0      | 762     | 0,88% | 0      |
| Nijmegen  | 3.215   | 4,7% | 2      |         |       |        |         |       |        | 106     | 0,17% | 0      |         |       |        |
| Beverwijk |         |      |        |         |       |        |         |       |        |         |       |        | 213     | 1,24% | 0      |
| Groningen |         |      |        |         |       |        |         |       |        |         |       |        | 1.108   | 1,22% | 0      |